# Bloodrock 2
Bloodrock 2 je druhé studiové album americké rockové skupiny Bloodrock. Album vyšlo u Capitol Records v roce 1970. Jeho producentem byl Terry Knight. V roce 1995 vyšla reedice na CD u Repertoire Records.

## Seznam skladeb
| Pořadí | Název                | Délka |
| ------ | -------------------- | ----- |
| 1.     | Lucky in the Morning | 5:48  |
| 2.     | Cheater              | 6:52  |
| 3.     | Sable and Pearl      | 4:58  |
| 4.     | Fallin'              | 4:06  |
| 5.     | Children's Heritage  | 3:34  |
| 6.     | Dier Not a Lover     | 4:10  |
| 7.     | D.O.A.               | 8:30  |
| 8.     | Fancy Space Odyssey  | 5:11  |